# Pseudorhipsalis amazonica
A Pseudorhipsalis amazonica egy széles elterjedésű epifita kaktusz, melyet korábban a Wittiocactus (Wittia) nemzetségbe soroltak.

## Elterjedése és élőhelye

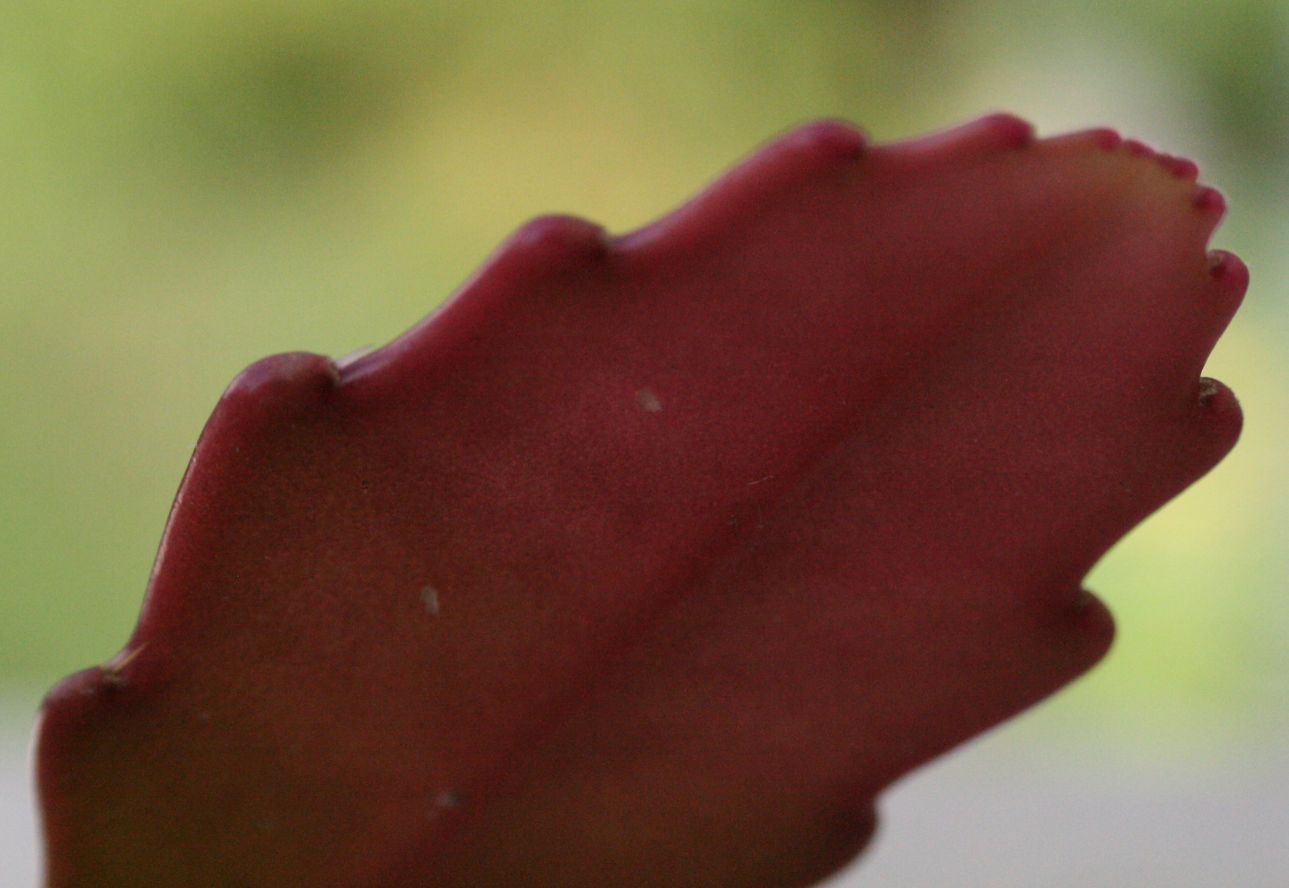
Pseudorhipsalis amazonica fiatal hajtása

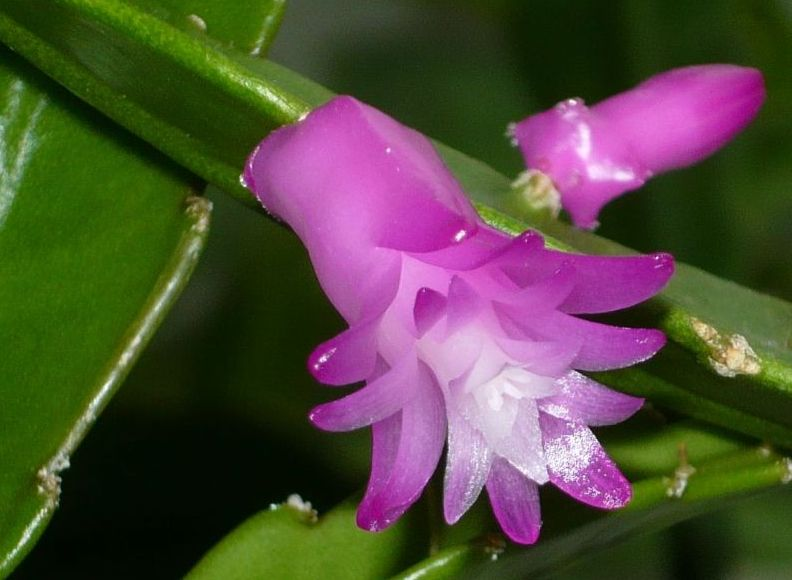
Pseudorhipsalis amazonica virága

Costa Rica, Panama, Északkelet-Peru (Leticia és Tarapoto tartományok), Brazília, Venezuela, Kolumbia. 120-400 (-1400) m tengerszint feletti magasságban.

## Jellemzői
Szabadon elágazó, csüngő hajtásrendszerű epifita növény, hajtástagjai laposak, többé-kevésbé karéjosak, 150–400 mm hosszúak, 45–90 mm szélesek, vékonyak, zöld színűek. A hajtástagok alapja hengeres és nagyon karcsú. Virágai 25 mm hosszúak, hengeresek, borvörös színűek, a belső szirmok fehéres-lilás árnyalatúak. A pericarpium gömbölyded, 5 mm hosszú, háromszög alakú pikkelyekkel fedett, laposan élek tagolják. A külső szirmok 10 mm hosszúak, a belsők 8 mm hosszúak, a porzószálak rövidek. Termése 12–17 mm hosszú szögletes, kopasz bogyó, magjai tojásdadok.

## Rokonsági viszonyai
Az Amazonica subgenus tagja.
Az alapfajon kívül két még két alakja ismert, melyeket néha önálló fajokként kezelnek:
- Pseudorhipsalis amazonica subsp. chocoensis Bauer in Haseltonia 9:106' (2003)
- Pseudorhipsalis amazonica subsp. panamensis (B & R) Bauer in Haseltonia 9:106' (2003)